# استان کاشاتاق

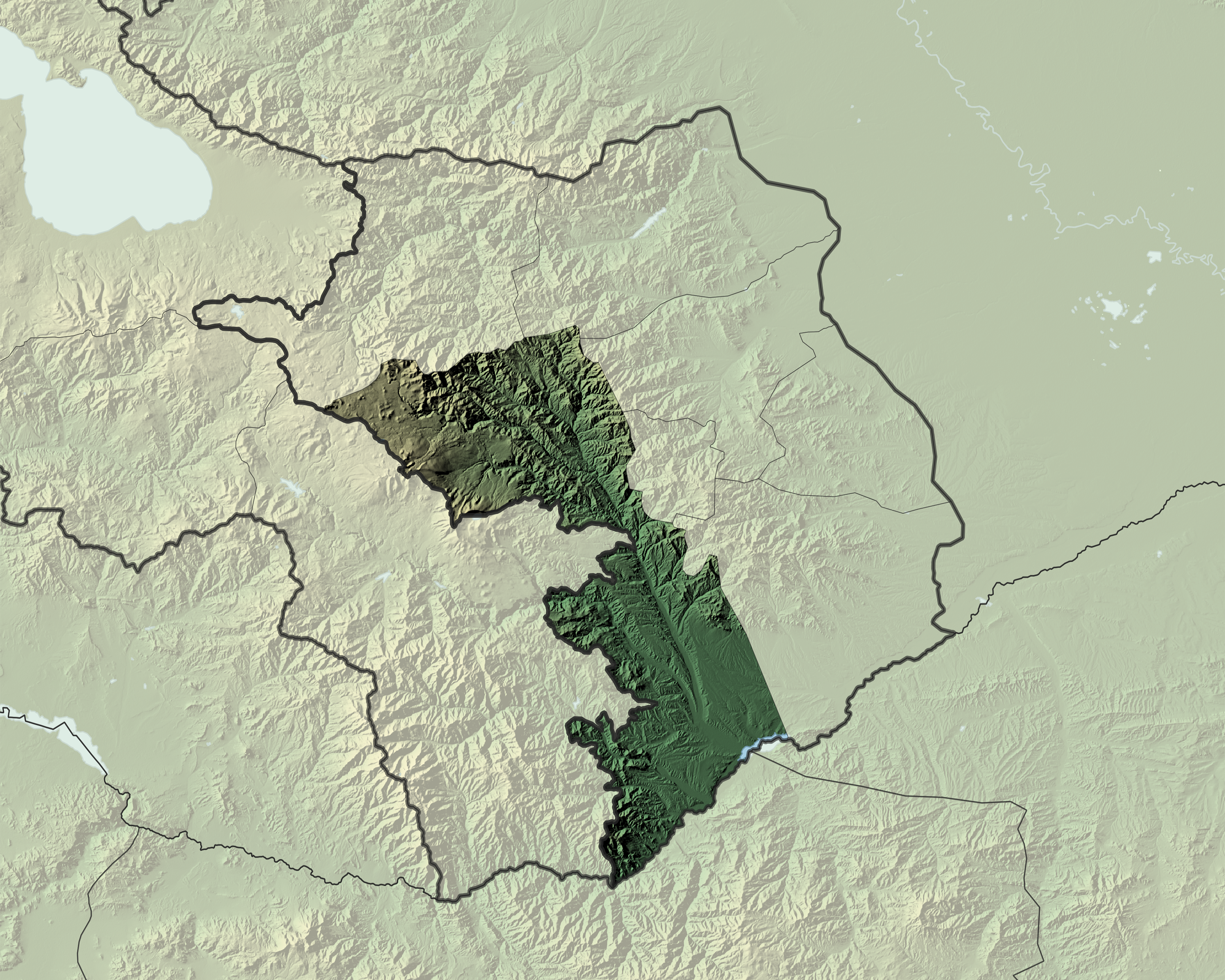
نقشه تپه‌ای منطقه کاشطاق جمهوری آرتساخ

استان کاشاتاق  یکی از هشت استان جمهوری آرتساخ است. مرکز این استان شهر لاچین می‌باشد.

## جغرافیا
استان هادروت ۳٬۳۷۶٫۶۰ کیلومتر مربع مساحت و ۹٬۷۶۳ نفر جمعیت دارد  واقع شده‌است.